# Hrabová (Ostrava)
Hrabová (deutsch Hrabowa) ist ein südlicher Stadtbezirk der Stadt Ostrava in Tschechien. Er liegt 4 km südlich des Stadtzentrums in Mährisch-Ostrau, am linken Ufer der Ostravice in der historischen Landschaft Mähren.

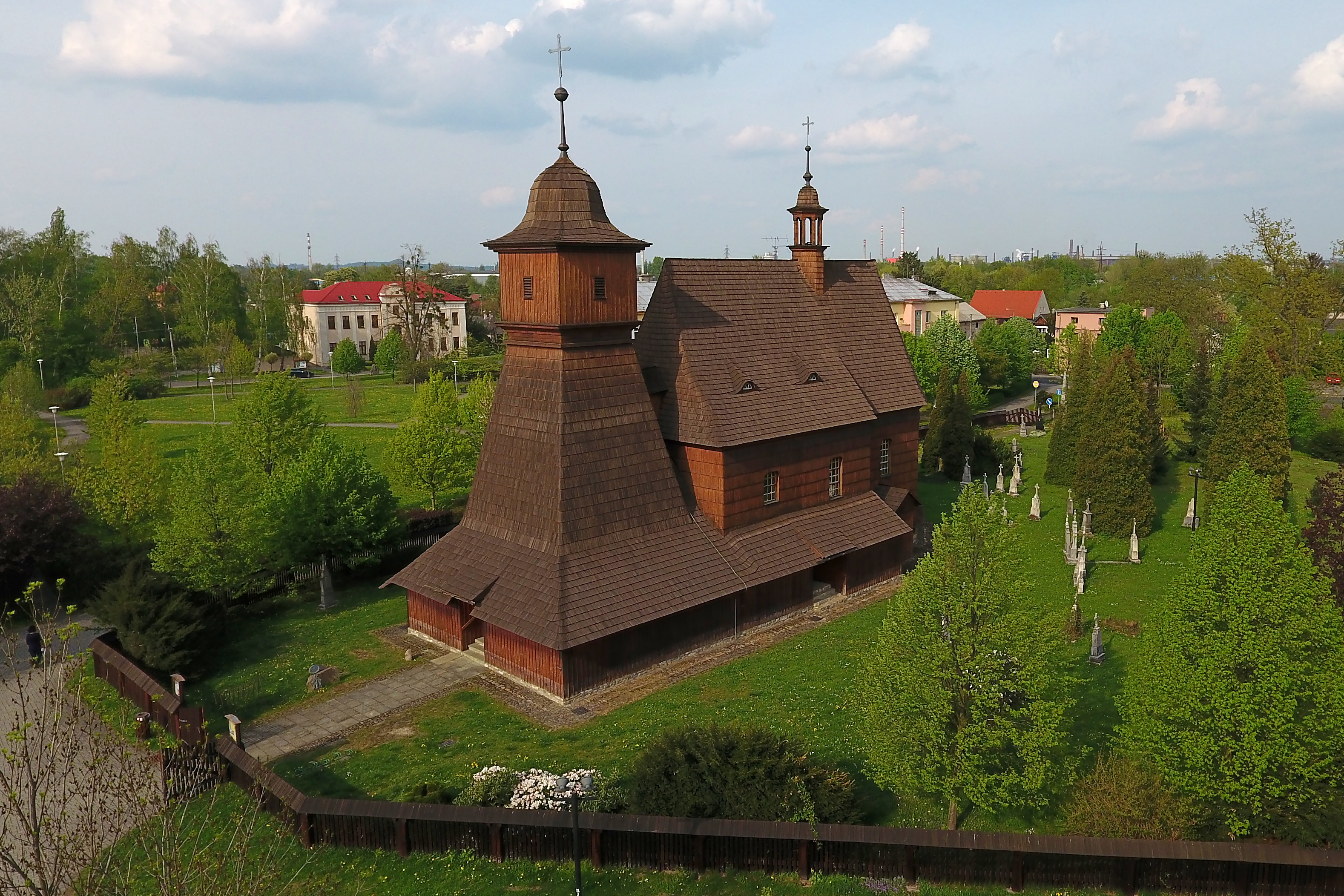
Holzkirche in Hrabová

## Geschichte
Der Ort im Bistum Olmütz wurde am wahrscheinlichsten im Jahr 1267 im Testament des Bischofs Bruno von Schauenburg als Grabowe erstmals urkundlich erwähnt. Danach folgte die Erwähnung am 2. August 1297 im Grenzvertrag zwischen Mieszko I. von Teschen und Theoderich von Neuhaus als Grabowa und im Jahr 1389 als Antiquae Gravouie (drei Jahre vor Noua(m) Grabonia(m)). Alle diese Formen, von Hainbuchen (tschechisch habr, polnisch grab) abgeleitet, waren untypisch für die tschechische Sprache, weil schon die Form Hrab- zu erwarten wäre (im 13. Jahrhundert kam es zur Spirantisierung h > g im Tschechischen). Es ist möglich, dass es der örtlichen Aussprache entsprach, oder durch graphische Substitution kam.
Die römisch-katholische Kirche wurde vor dem Jahr 1550 errichtet. In der Zeit der Industrialisierung von Vítkovice wurde die Schwestersiedlung Hrabůvka bzw. Klein-Hrabowa größer als Hrabová bzw. Groß-Hrabowa. Beide Gemeinden gehörten ab dem Jahr 1900 zum neuen Bezirk Mährisch Ostrau.
Hrabová wurde am 1. Juli 1941 während der deutschen Besatzung an Ostrau eingemeindet. In den Jahren 1957 bis 1960 wieder unabhängig.